# Udo Sopp
Udo Egbert Sopp (* 5. Dezember 1934 in Wuppertal-Barmen; † 9. Juli 2024) war ein deutscher evangelischer Pfarrer und Fußballfunktionär.

## Werdegang
Udo Sopp studierte von 1954 bis 1959 Evangelische Theologie an den Universitäten Mainz, Heidelberg, Utrecht und Basel. Von 1962 bis 1964 war er Berufsschulpfarrer in Pirmasens, anschließend Gemeindepfarrer in Rodalben (bis 1970) und an der Apostelkirche in Kaiserslautern. Von 1977 bis 1999 bekleidete er das Amt des Öffentlichkeitsreferenten und Pressesprechers der Evangelischen Kirche der Pfalz in Speyer.

## Persönliches
Nach seiner Pensionierung lebte Sopp wieder in Kaiserslautern. Er war verheiratet und Vater von vier Söhnen. Udo Sopp starb im Juli 2024 im Alter von 89 Jahren.

## Öffentliche Funktionen
- 1973 bis 1981: Vizepräsident des 1. FC Kaiserslautern
- 1981 bis 1985: Präsident des 1. FC Kaiserslautern
- 1998 bis 2003: Vorsitzender im Fernsehausschuss des Rundfunkrats des Südwestfunks

## Ehrungen
- 2023: Goldener Ehrenring des 1. FC Kaiserslautern[2]